# Los Uribe
Los Uribe är en ort i Mexiko.   Den ligger i kommunen Mexquitic de Carmona och delstaten San Luis Potosí, i den centrala delen av landet, 400 km nordväst om huvudstaden Mexico City. Los Uribe ligger 1 867 meter över havet och antalet invånare är 429.
Terrängen runt Los Uribe är huvudsakligen platt, men västerut är den kuperad. Runt Los Uribe är det tätbefolkat, med 570 invånare per kvadratkilometer. Närmaste större samhälle är San Luis Potosí, 19,4 km söder om Los Uribe. Omgivningarna runt Los Uribe är i huvudsak ett öppet busklandskap.